# Dietrich Graminäus
Dietrich Graminäus, auch Diederich Gramineus, Theodorus Graminaeus Ruremond oder Theodoor Gras (* um 1530 in Roermond, Herzogtum Geldern; † um 1593), war Hochschullehrer in Köln, Präzeptor des jülich-kleve-bergischen Erbherzogs Johann Wilhelm sowie Generalanwalt und Landschreiber im Herzogtum Berg. Bedeutung erlangte er vor allem als Autor einer Beschreibung der Festlichkeiten zur Vermählung Johann Wilhelms mit Jakobe von Baden-Baden, an deren Organisation er als Angehöriger des jülich-kleve-bergischen Hofstaats maßgeblich mitgewirkt hatte.

## Leben
Graminäus erhielt eine humanistische Ausbildung. An der Universitas Studii Coloniensis (Köln) studierte er Jurisprudenz und Mathematik und schloss dort als Dr. phil. und Lizenziat beider Rechte ab. Ab 1566 lehrte er als Professor der Mathematik an der Kölner Universität. Außerdem beschäftigte er sich mit Astrologie und publizierte darüber. 1580 veröffentlichte er einen Bericht über die Tätigkeiten der Kaiserlichen Kommission beim Kölner Pazifikationskongress (1579). Am 26. Juni 1580 berief ihn Herzog Wilhelm von Jülich-Kleve-Berg als Erzieher des 18-jährigen Erbherzogs Johann Wilhelm an den Düsseldorfer Hof, damit er ihn in Geschichte und in den freien Künsten unterweise und dafür sorge, dass der Prinz in der „alten katholischen Religion konfirmiert“ werde. Nach dem Tod des Erstgeborenen und vormaligen Erbprinzen Karl Friedrich (1575) sollte nun Johann Wilhelm auf die zukünftige herzogliche Herrscherrolle vorbereitet werden. Zuvor hatte Herzog Wilhelm seinen zweitgeborenen Sohn für eine geistliche Laufbahn bestimmt und Papst Gregor XIII. den Prinzen im Jahr 1579 zum Administrator des Hochstifts Münster ernannt. Als Berater und Begleiter Johann Wilhelms hielt sich Graminäus daher auch in Horstmar bei Münster auf, während dieser seinen münsterischen Amtspflichten oblag.

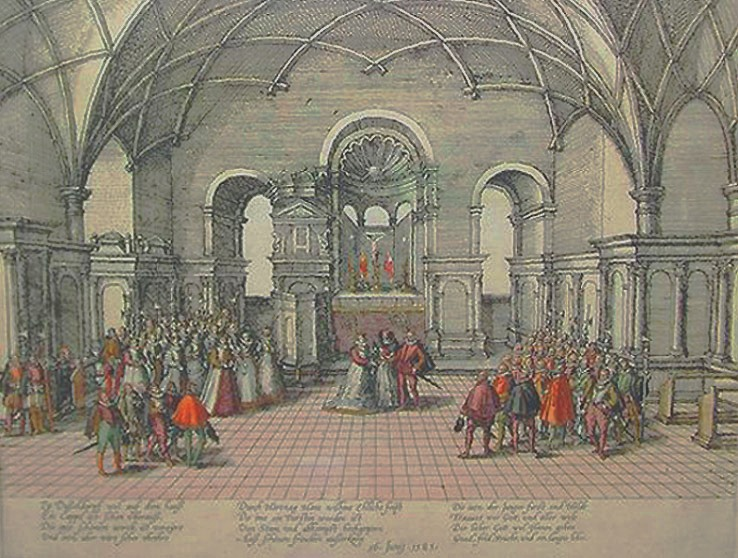
Eheschließungszeremonie bei der Fürstlich Jülich’schen Hochzeit in der Kapelle des Düsseldorfer Schlosses, 1585, Illustration von Frans Hogenberg

Nachdem sich Johann Wilhelm am 14. September 1584 mit Jakobe von Baden-Baden verlobt hatte, waren die Vorbereitungen für eine der glanzvollsten Hochzeitsfeierlichkeiten der Renaissance am Rhein zu bewältigen. An maßgeblicher Stelle war auch Graminäus mit diesen Arbeiten betraut. In enger Abstimmung mit dem Erbherzog war er an der Entwicklung theatralischer Aufführungen eines neuntägigen Hochzeitsfestes beteiligt, das im Juni 1585 in Düsseldorf für über 1500 Gäste stattfand. Angehörige der Hocharistokratie des Reichs erschienen, auch der Statthalter der Niederlande, Alessandro Farnese.

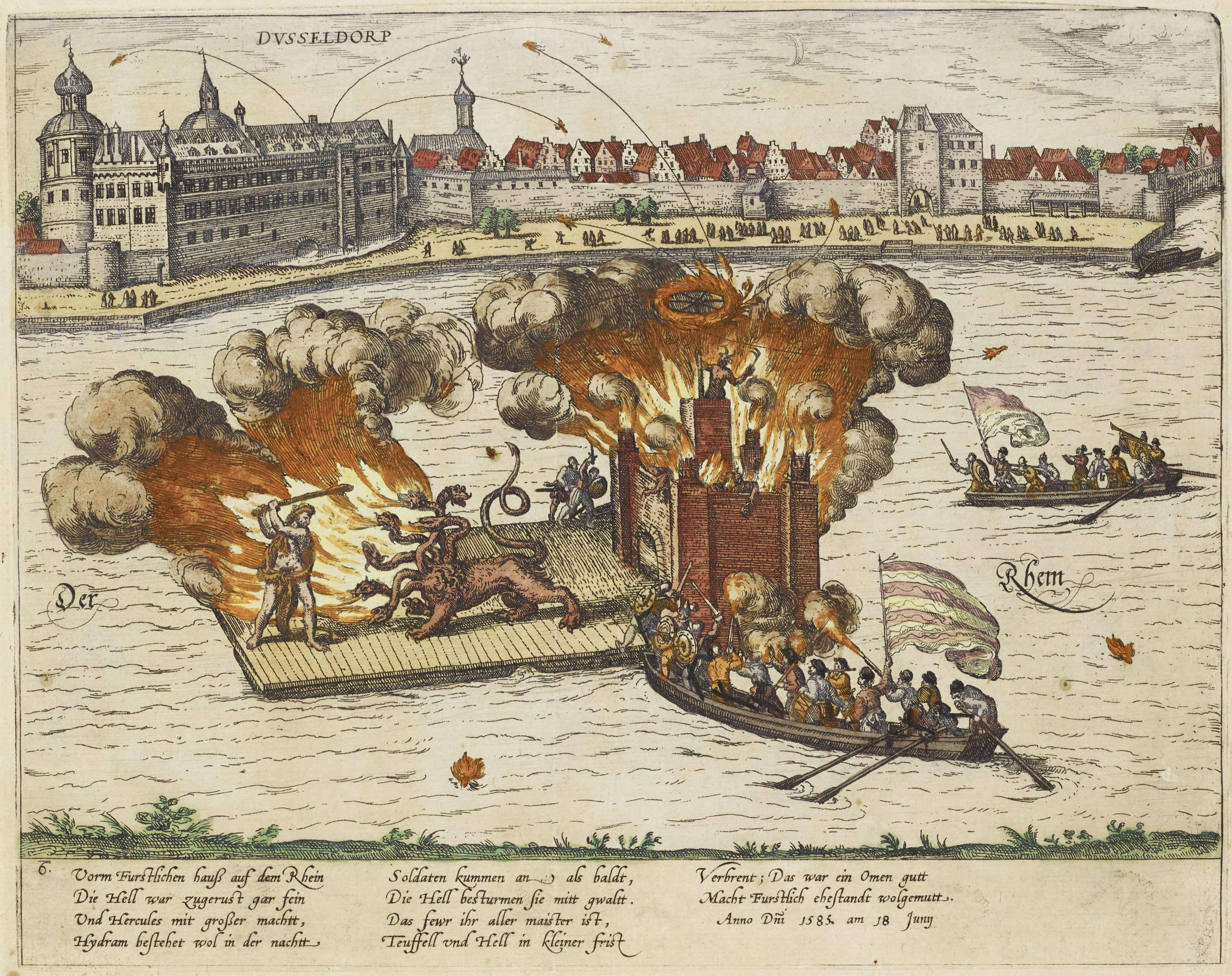
Herkules bekämpft eine Hydra vor einer Teufelsburg auf dem Rhein, Szene der Feierlichkeiten zur Fürstlich Jülich’schen Hochzeit, 1585, Illustration von Frans Hogenberg

Glanzvolle Höhepunkte des Festes waren mit Feuerwerk illuminierte Pantomimen, drei Szenen davon auf dem Rhein, eine zum Abschluss im Schlosshof. In der ersten Szene wurde ein Schiff des Bösen von Soldaten des Herzogs gekentert. In der zweiten Szene bekämpfte Herkules eine Hydra vor einer Teufelsburg. Die dritte Szene zeigte einen Kampf zwischen einem Wal und einem Drachen. Sie sollte das innerprotestantische Ringen des Luthertums mit dem Calvinismus symbolisieren. Weil beide in der Aufführung dieses Kampfes untergingen, wird die Szene als Hinweis auf das katholische Bekenntnis sowie die gegenreformatorische Haltung von Graminäus und dem Erbherzog gedeutet. Auch die letzte Szene, die im Schlosshof gespielt wurde, wird in diesem Sinne interpretiert. Sie zeigte Ritter im Kampf gegen feindliche Musketiere. Die Berittenen, die zunächst in die Defensive gerieten, obsiegten erst, als durch ein göttliches Wunder Flammen aus den Nüstern ihrer Pferde hervortraten und die Feinde so in die Flucht geschlagen wurden. Das Finale der letzten Szene war die allegorische Darstellung einer drehenden Scheibe als Symbol einer von Gott geschaffenen kosmischen Harmonie.
Zwei Jahre später, 1587, veröffentlichte Graminäus eine ausführliche Schrift über die Feierlichkeiten in einem  Prachtband mit dem Titel Beschreibung derer Fürstlicher Güligscher etc. Hochzeit. Als Buchillustration dienten  37 Kupferstiche bzw. Radierungen von Frans Hogenberg, die dieser bereits 1585 als Einzelblätter auf den Markt gebracht hatte und die nun erneut, jetzt in Buchform, publiziert wurden.
1588 veröffentlichte er einen Bericht über die Verleihung der päpstlichen Auszeichnung Goldene Rose an Jakobe von Baden-Baden durch den Gesandten Antonio Caraccioli am 6. Januar 1588, mit der die Geehrte stärker an die katholische Kirche gebunden werden sollte.
Am 4. Januar 1589 erhielt Graminäus, ein Gegner der Reformation, als bergischer Generalanwalt und Landschreiber von den Räten des Herzogs den Auftrag, eine amtliche Visite in den bergischen Ämtern Bornefeld-Hückeswagen, Burg und Solingen durchzuführen und dabei die Religionsausübung in diesen Verwaltungsbezirken in Augenschein zu nehmen. Sein Bericht über die Angelegenheit, der auf der Auswertung eines ausgeklügelten Fragebogens beruhte, ließ erkennen, dass die Reformation dort bereits seit Langem Fuß gefasst hatte und die Bevölkerung an entsprechende religiöse Praktiken gewohnt war. Wegen eines der „Calvinisierung“ seines Sprengels verdächtigten Pfarrers reiste er im gleichen Winter im Auftrag der herzoglichen Regierung nochmals nach Wermelskirchen.

## Schriften (Auswahl)

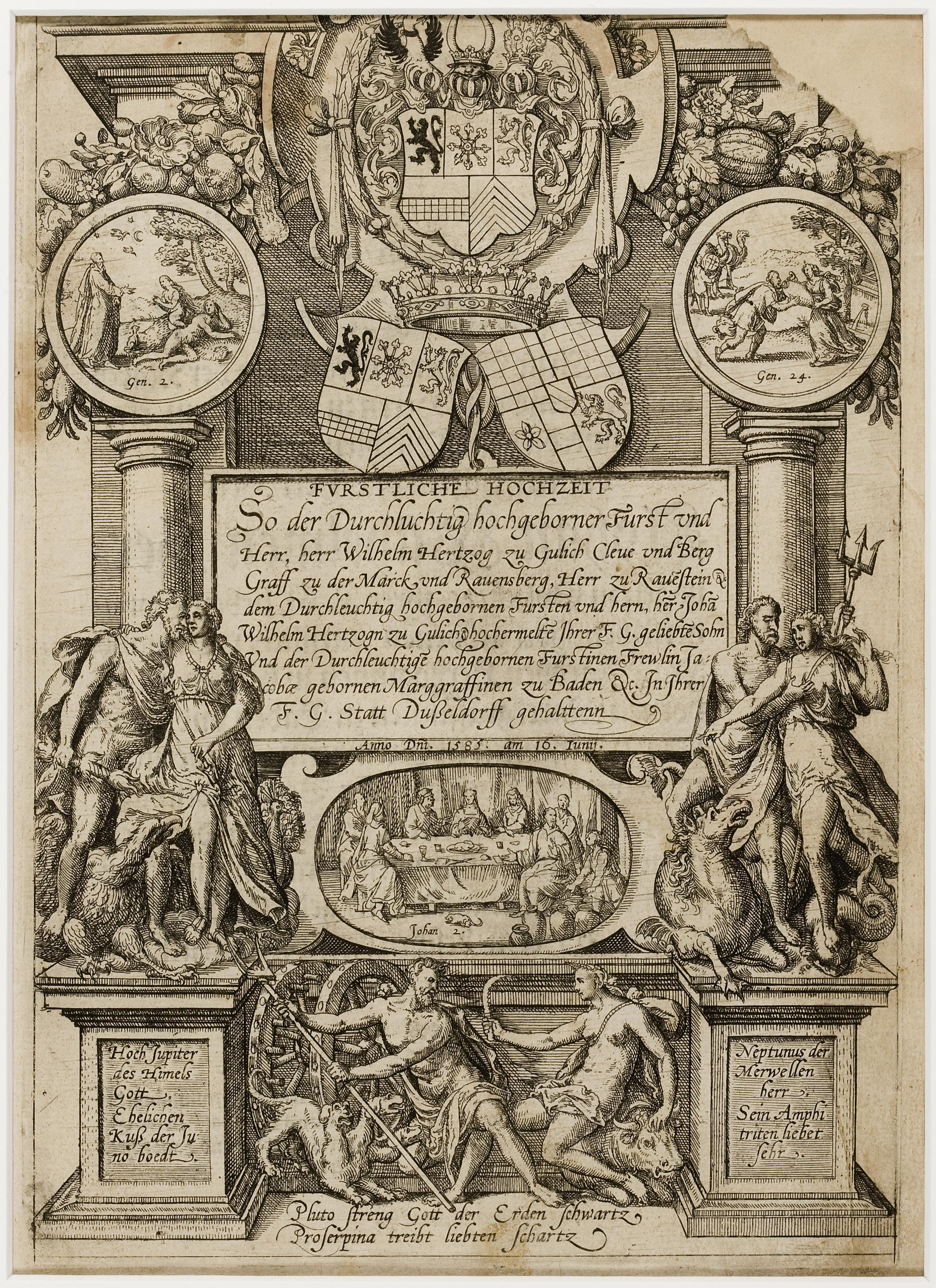
Beschreibung derer Fürstlicher Gülig’scher etc. Hochzeit, Titelblatt von Frans Hogenberg, 1587, Stadtmuseum Landeshauptstadt Düsseldorf

- Uberior Enarratio Eorum Quae A Ioanne De Sacro Bosco Proponuntur, ita ut adiecta difficilioribus locis commentrarij vicem supplere possit. Köln 1567.
- Gründtlicher Astrologischer und Historischer bericht woher diese gefehrliche der Allgemeiner Christlicher Religion und Policey enderung auffruhr empörung verwüstung erstanden und herkommen und was ferners darauß zu erwarten sey. Alles dem Christlichen günstigen Leser zu gut und vortheil gefast und gestelt. Köln 1568.
- Erklerung oder Außlegung eines Cometen so nuhn eine gutte zeit von Martini des nechsten vergangnen Jars biß auff den dritten Februarij dieses jetzt lauffenden M.D.L.XXiij. Jars am himmel vernommen und noch bey nächtlicher zeit gesehen wirdt. … Köln 1573.
- Relation an die Röm. Kay. May. desjenigen was zu Cöllen durch ihrer Kay. May. Commissarien in der Niderlendischen Friedenshandlung gepflogen im jahr MDLXXIX. 1580.
- Exhortatio De Exequenda Calendarii Correctione, Quam S.D.N. Gregorius XIII.Pont. Max. Edi, Promulgari Et Per Italiam caeterasque orbis Christiani partes Anno MDLXXXII. observari mandavit. Düsseldorf 1583.
- Beschreibung derer Fürstlicher Güligscher etc. Hochzeit so im jahr Christi tausent fünffhundert achtzig fünff am sechszehenden Junij und nechstfolgenden acht tagen zu Düsseldorff mit grossen freuden, Fürstlichen Triumph und herrligkeit gehalten worden. Köln 1587 (Google Books).
- Der Guldenen Rosen Geheimnuß, so Sixtus V. durch A. Caracciolum der Fürstin Jacoben Herzogin zu Güllich … präsentiren lassen. 1588.
- Spiegel und Abbildung der Vergengligkeit. Darinnen was der Toden Recht vnd Gebu[e]rnuß begriffen, wie das gantze sichtbarliche wesen entlich hinsterben … sol, Und wie der … Herr Johan Wilhelm Hertzog zu Gu[e]lich … da jhr F. G. Herr Vatter Christmilter gedechtnuß, Hertzog Wilhelm, [et]c. am fu[e]nfften tag Jannuarij, im Jahr 1592. in den Herrn … entschlaffen, am zehenden Tag Martij in der Collegiat Kirchen zu Düsseldorff … begraben und zur Erden bestellen lassen. Köln 1592.
- Inductio Sive Directorium. Das ist: Anleitung oder underweisung wie ein Richter in Criminal und peinlichen Sachen die Zauberer und Hexen belangendt sich zu verhalten und der gebür damit zuverfahren haben soll in zwey theil getheilet als wie von Amptß-wegen und sonst so der Kläger Recht begert zuverfahren. Köln 1594 (Digitalisat).